# Esquerdinha (calciatore 1989)
Rubens Raimundo da Silva, meglio noto come Esquerdinha (Jaboatão dos Guararapes, 10 ottobre 1989), è un calciatore brasiliano, centrocampista dell'Atlético de Alagoinhas.

## Caratteristiche tecniche
È un centrocampista che gioca come centrocampista di sinistra.